# Lista de capitais nacionais
Esta é uma lista de capitais nacionais de Estados soberanos (incluindo os Estados com reconhecimento internacional parcial ou nulo), territórios dependentes e entidades especiais reconhecidas por tratado ou convenção internacional. Estados soberanos com reconhecimento limitado e outras entidades não soberanas apresentam-se em itálico.

## Por ordem alfabética

### A
- Abijão, Abijã, Abidjã ou Abidjan (sede de governo) –  Costa do Marfim
- Abu Dhabi, Abu Dabi ou Abu Dábi –  Emirados Árabes Unidos
- Abuja –  Nigéria
- Acra –  Gana
- Adamstown –  Pitcairn
- Adis Abeba ou Adis-Abeba –  Etiópia
- Agana, Aganha ou Hagåtña –  Guam
- Alofi ou Alófi –  Niue
- Amã –  Jordânia
- Amsterdã (português brasileiro), Amesterdão (português europeu) (oficial) –  Países Baixos
- Ancara –  Turquia
- Andorra-a-Velha –  Andorra
- Antananarivo –  Madagáscar
- Apia –  Samoa
- para Aqwa ver: Sucumi
- Argel –  Argélia
- Asgabade, Asgabate, Ascabade, Ashgabat, Achgabad ou Ashkhabad –  Turquemenistão
- Asmara –  Eritreia
- Assunção –  Paraguai
- Astana –  Cazaquistão
- Atenas –  Grécia
- Avarua –  Ilhas Cook

### B
- para Babane ver: Mbabane
- Bagdá (português brasileiro), Bagdade (português europeu) ou Bagdad (português europeu) –  Iraque
- Bacu ou Baku –  Azerbaijão
- Bamaco ou Bamako –  Mali
- Bandar Seri Begauã ou Bandar Seri Begawan –  Brunei
- Banguecoque (português europeu), Bangcoc (português brasileiro) ou Bancoque (português brasileiro) –  Tailândia
- Bangui –  República Centro-Africana
- Banjul –  Gâmbia
- Basseterre –  São Cristóvão e Neves
- Beirute –  Líbano
- Belgrado –  Sérvia
- Belmopã ou Belmopan –  Belize
- Berlim –  Alemanha
- Berna –  Suíça
- Bisqueque ou Bishkek –  Quirguistão
- Bogotá –  Colômbia
- Brades ou Brades Estate (de facto) –  Monserrate
- Brasília –  Brasil
- Bratislava –  Eslováquia
- Brazzaville, Brazavile ou Brazavila –  República do Congo
- Bridgetown –  Barbados
- Bruxelas –  Bélgica
- Bucareste –  Roménia
- Budapeste –  Hungria
- Buenos Aires –  Argentina

### C
- Cidade do Cabo (legislativa) –  África do Sul
- Cabul –  Afeganistão
- Cairo –  Egito
- Camberra –  Austrália
- Campala ou Kampala –  Uganda
- para Canquendi ver: Estepanaquerte
- Caracas –  Venezuela
- Cartum –  Sudão
- Castries –  Santa Lúcia
- Catmandu –  Nepal
- para Cequinváli ver: Tskhinvali
- Cetinje, Tsetínie ou Cetinhe (presidencial) –  Montenegro
- Charlotte Amalie ou Carlota Amália –  Ilhas Virgens Americanas
- para Chişinău ver: Quixinau
- para Cidade da Guatemala ver: Guatemala, Cidade da
- para Cidade da Praia ver: Praia
- para Cidade de Gaza ver: Gaza
- para Cidade do Cuaite ver: Kuwait
- para Cidade do México ver: México, Cidade do
- para Cidade do Panamá ver: Panamá, Cidade do
- para Cidade do Vaticano ver: Vaticano, Cidade do
- Cockburn Town –  Turcas e Caicos
- Colombo –  Seri Lanca
- Comaiaguela ou Comayaguela –  Honduras
- Conacri –  Guiné
- Copenhague (português brasileiro) ou Copenhaga (português europeu) –  Dinamarca
- para Cota ver: Sri Jayawardenapura-Kotte
- Cotonou ou Cotonu (sede de governo) –  Benim
- para Cuaite ver: Kuwait
- para Cuala Lumpur ver: Kuala Lumpur

### D
- Daca –  Bangladesh
- Dacar ou Dakar –  Senegal
- Damasco –  Síria
- Dar es Salã ou Dar es Salaam (administrativa) –  Tanzânia
- Díli –  Timor-Leste
- Djibuti, Jibuti, Djibúti, Jibúti ou Djibouti –  Djibuti
- Dodoma (oficial) –  Tanzânia
- Doa ou Doha –  Catar
- Douglas –  Ilha de Man
- Dublim ou Dublin –  Irlanda
- Duxambé, Duxambe, Dushanbe, Duchambe ou Duchambé –  Tajiquistão

### E
- El Aaiún, El Aiune ou Laiune (reivindicada; ocupada por Marrocos) –  República Árabe Saariana Democrática
- Episcópi ou Episkopi –  Acrotíri e Decelia
- Erevã, Erevan ou Ierevan –  Armênia
- Escópia, Escópie ou Skopje –  Macedônia do Norte
- Estepanaquerte, Stepanakert, Canquendi, Xankendi ou Khankendi –  Artsaque
- Estocolmo –  Suécia

### F
- Fagatogo (sede de governo) –  Samoa Americana
- Flying Fish Cove –  Ilha do Natal
- Freetown –  Serra Leoa
- Funafuti ou Funafúti –  Tuvalu

### G
- Gaborone –  Botswana
- Gaza ou Cidade de Gaza –  Palestina (Faixa de Gaza)
- George Town –  Ilhas Caimã
- Georgetown –  Guiana
- Gibraltar –  Gibraltar
- Cidade da Guatemala –  Guatemala
- Guitega –  Burundi
- Gustávia –  São Bartolomeu

### H
- para Hagåtña ver: Agana
- Haia (sede de governo) –  Países Baixos
- Hamilton –  Bermudas
- Hanói –  Vietname
- Harare –  Zimbabwe
- Hargeisa ou Hargueissa –  Somalilândia
- Havana –  Cuba
- Helsinque (português brasileiro) ou Helsínquia (português europeu) –  Finlândia
- Hong Kong, Hong-Kong, Honguecongue ou Hongkong –  Honguecongue
- Honiara –  Ilhas Salomão

### I
- Iamussucro ou Yamoussoukro (oficial) –  Costa do Marfim
- Iarém ou Yaren (não oficial) –  Nauru
- Iaundé ou Yaoundé –  Camarões
- para Ierevan ver: Erevã
- Ilha Ocidental ou West Island –  Ilhas Cocos (Keeling)
- Islamabade ou Islamabad –  Paquistão

### J
- Jacarta –  Indonésia
- Jamena, N'Djamena ou Djamena (apenas em português brasileiro) –  Chade
- Jamestown –  Santa Helena, Ascensão e Tristão da Cunha
- Jerusalém (não é reconhecida pela ONU; parte oriental reivindicada pela Palestina) –  Israel e  Palestina
- para Jibuti ver: Djibuti
- Juba –  Sudão do Sul

### K
- para Khankendi ver: Estepanaquerte
- Kiev ou Quieve –  Ucrânia
- para Kigali ver: Quigali
- para King Edward Point ver: Ponto do Rei Eduardo
- Kingston –  Jamaica
- Kingston –  Ilha Norfolk
- Kingstown –  São Vicente e Granadinas
- para Kinshasa ver: Quinxassa
- para Kotte ver: Seri Jaiavardenapura-Cota
- Kuala Lumpur ou Cuala Lumpur (oficial) –  Malásia
- Kuwait, Koweit, Kuweit, Cuaite, Quaite ou Coeite –  Kuwait

### L
- La Paz (sede de governo) –  Bolívia
- Librevile, Libreville ou Librevila –  Gabão
- Lilongué, Lilongwe, Lilôngue ou Lilongue –  Malawi
- Lima –  Peru
- Lisboa –  Portugal
- Liubliana –  Eslovênia
- Lobamba (real e legislativa) –  Essuatíni
- Lomé –  Togo
- Londres –  Reino Unido
- Longyearbyen –  Esvalbarda
- Luanda –  Angola
- Lusaca ou Lusaka –  Zâmbia
- Luxemburgo –  Luxemburgo

### M
- Macau –  Macau
- Madrid ou Madri (apenas em português brasileiro) –  Espanha
- Majuro –  Ilhas Marshall
- Malabo –  Guiné Equatorial
- Malé –  Maldivas
- Manágua –  Nicarágua
- Manama –  Bahrein
- Manila –  Filipinas
- Maputo –  Moçambique
- Mariehamn –  Ilhas Åland
- Marigot –  São Martinho (França)
- Mascate –  Omã
- Maseru ou Masseru –  Lesoto
- Mata-Utu ou Mata Utu –  Wallis e Futuna
- Mbabane ou Mebabane (administrativa) –  Essuatíni
- Cidade do México –  México
- Minsque ou Minsk  –  Bielorrússia
- Mogadíscio ou Mogadixo –  Somália
- Mónaco (português europeu) ou Mônaco (português brasileiro) –  Mónaco
- Monróvia –  Libéria
- Montevideu (português europeu) ou Montevidéu (português brasileiro) –  Uruguai
- Moroni –  Comores
- Moscou (português brasileiro) ou Moscovo (português europeu) –  Rússia

### N
- Nairóbi ou Nairobi –  Quênia
- Nassau –  Bahamas
- para N'Djamena ver: Jamena
- Nepiedó, Naipidau ou Naypyidaw (administrativa) –  Myanmar
- Ngerulmud ou Neguerulmude (sede de governo) –  Palau
- Niamei ou Niamey –  Níger
- Nicósia –  Chipre e  Chipre do Norte
- Nuaquexote, Nuaquechote ou Nouakchott –  Mauritânia
- Numeá ou Nouméa –  Nova Caledônia
- Nova Deli ou Nova Déli –  Índia
- Nucualofa ou Nuku'alofa –  Tonga
- Nuque ou Nuuk –  Gronelândia

### O
- para Ocidental, Ilha ver: Ilha Ocidental
- Oranjestad –  Aruba
- Oslo –  Noruega
- Ottawa ou Otava –  Canadá
- para Ouagadougou ver: Uagadugu

### P
- Pago Pago (oficial) –  Samoa Americana
- Paliquir ou Palikir –  Estados Federados da Micronésia
- Cidade do Panamá –  Panamá
- Papeete –  Polinésia Francesa
- Paramaribo –  Suriname
- Paris –  França
- Philipsburg –  São Martinho (Países Baixos)
- Phnom Penh, Penom Pene, Pnom Pen ou Penome Pene –  Camboja
- Pequim –  China
- Pionguiangue ou Pyongyang –  Coreia do Norte
- Plymouth (abandonada) –  Monserrate
- Podgoritza, Podgoriza, Podgorica ou Podgoritsa –  Montenegro
- Ponta do Rei Eduardo ou Cabo Rei Eduardo –  Ilhas Geórgia do Sul e Sandwich do Sul
- Porto da Espanha, Porto de Espanha ou Port of Spain –  Trinidad e Tobago
- Porto de São Pedro, São Pedro Porto ou Saint Peter Port –  Guérnesei
- Porto dos Franceses ou Port-aux-Français –  Terras Austrais e Antárticas Francesas
- Porto Luís ou Port Louis –  Ilhas Maurícias
- Porto Moresby ou Port Moresby –  Papua-Nova Guiné
- Porto Novo ou Porto-Novo (oficial) –  Benim
- Porto Príncipe, Porto do Príncipe ou Port-au-Prince –  Haiti
- Porto Vila ou Port Vila –  Vanuatu
- para Porto Vitória ver: Vitória
- Praga –  Chéquia
- Praia –  Cabo Verde
- Pretória (administrativa/executiva) –  África do Sul
- Pristina –  Kosovo
- Putrajaia ou Putrajaya (sede de governo) –  Malásia

### Q
- para Quaite ver: Kuwait
- para Quieve ver: Kiev
- Quigali ou Kigali –  Ruanda
- Quinxassa, Quinxasa, Kinshasa, Quinchassa ou Quinchasa –  República Democrática do Congo
- Quito –  Equador
- Quixinau, Chișinău ou Quichinau –  Moldávia

### R
- Rabat ou Rabate –  Marrocos
- Reiquiavique, Reiquejavique ou Reykjavik –  Islândia
- Riade –  Arábia Saudita
- Riga –  Letônia
- Road Town –  Ilhas Virgens Britânicas
- Roma –  Itália
- Roseau –  Dominica

### S
- para Saint Peter Port ver: Porto de São Pedro
- Santo Helério ou Saint Helier –  Jersey
- São Domingos ou Santo Domingo –  República Dominicana
- São João ou Saint John's –  Antígua e Barbuda
- São João ou San Juan –  Porto Rico
- São Jorge ou Saint George's –  Granada
- São José ou San José –  Costa Rica
- São Marinho, San Marino ou São Marino –  São Marinho
- São Pedro ou Saint-Pierre –  São Pedro e Miquelão
- São Salvador ou San Salvador –  Salvador
- São Tomé –  São Tomé e Príncipe
- Saná –  Iémen
- Santiago (oficial) –  Chile
- Saipã ou Saipan –  Marianas Setentrionais
- Saraievo ou Sarajevo –  Bósnia e Herzegovina
- Seri Jaiavardenapura-Cota, Sri Jaiavardenapura-Cota, Sri Jayawardenapura-Kotte, Cota, Kotte, entre outros[nota 1] –  Sri Lanca
- Seul –  Coreia do Sul
- Singapura –  Singapura
- para Skopje ver: Escópia
- Sófia –  Bulgária
- Stanley –  Ilhas Malvinas (Falkland)
- para Stepanakert ver: Estepanaquerte
- Sucre (oficial) –  Bolívia
- Sucumi, Sukhumi ou Sucúmi –  Abecásia
- Suva –  Fiji

### T
- Taipé –  Taiwan (República da China)
- Taline, Tallinn, Talin ou Talim –  Estónia
- Taraua ou Tarawa –  Quiribáti
- Tasquente ou Tashkent –  Uzbequistão
- Teerã (português brasileiro) ou Teerão (português europeu) –  Irão
- Tegucigalpa –  Honduras
- Tiblíssi, Tbilissi, Tbilisi ou Tebilíssi –  Geórgia
- Timbu ou Thimphu –  Butão
- Tifariti ou Tifaríti (temporária) –  República Árabe Saariana Democrática
- Tirana –  Albânia
- Tiraspol ou Tiráspol –  Transdniéstria
- Tóquio –  Japão
- Tórshavn ou Thorshavn –  Ilhas Feroé
- Trípoli –  Líbia
- para Tsetinhe ver: Cetinje
- Tsequinváli, Tskhinvali, Tskhinval, Tsequinval, Tsequinvali, Cequinval ou Cequinvali –  Ossétia do Sul
- Túnis (português brasileiro) ou Tunes (português europeu) –  Tunísia

### U
- Uagadugu ou Ouagadougou –  Burquina Fasso
- Ulã Bator ou Ulan Bator –  Mongólia

### V
- Vaduz –  Liechtenstein
- Valeta ou La Valeta –  Malta
- The Valley –  Anguila
- Valparaíso (legislativa) –  Chile
- Varsóvia –  Polónia
- Cidade do Vaticano –  Vaticano
- Viena –  Áustria
- Vientiane (português brasileiro) ou Vienciana (português europeu) –  Laos
- Vilnius ou Vílnius –  Lituânia
- Vinduque ou Windhoek –  Namíbia
- Vitória, Porto Vitória, Victoria ou Port Victoria –  Seicheles

### W
- Washington, D.C. –  Estados Unidos
- Wellington –  Nova Zelândia
- para West Island ver: Ilha Ocidental
- Willemstad –  Curaçau
- para Windhoek ver: Vinduque

### X
- para Xankendi ver: Estepanaquerte

### Y
- para Iamussucro ver: Yamoussoukro
- para Iarém ver: Yaren
- para Iaundé ver: Yaoundé

### Z
- Zagrebe ou Zagreb –  Croácia

## Por país ou território dependente
| País                                      | Capital                                                                                   |
| ----------------------------------------- | ----------------------------------------------------------------------------------------- |
| Abecásia                                  | Sucumi                                                                                    |
| Acrotíri e Deceleia                       | Episcópi                                                                                  |
| Afeganistão                               | Cabul                                                                                     |
| África do Sul                             | Pretória (administrativa/executiva) Cidade do Cabo (legislativa) Blumefontaina (judicial) |
| Alanda                                    | Mariehamn                                                                                 |
| Albânia                                   | Tirana                                                                                    |
| Alemanha                                  | Berlim (oficial) Carlsrue (judicial)                                                      |
| Andorra                                   | Andorra-a-Velha                                                                           |
| Angola                                    | Luanda                                                                                    |
| Anguila                                   | The Valley                                                                                |
| Antiga e Barbuda                          | São João                                                                                  |
| Arábia Saudita                            | Riade                                                                                     |
| Argélia                                   | Argel                                                                                     |
| Argentina                                 | Buenos Aires                                                                              |
| Armênia                                   | Erevã                                                                                     |
| Artsaque                                  | Estepanaquerte                                                                            |
| Aruba                                     | Oranjestad                                                                                |
| Austrália                                 | Camberra                                                                                  |
| Áustria                                   | Viena                                                                                     |
| Azerbaijão                                | Bacu                                                                                      |
| Baamas                                    | Nassau                                                                                    |
| Bangladexe                                | Daca                                                                                      |
| Barbados                                  | Bridgetown                                                                                |
| Barém                                     | Manama                                                                                    |
| Bélgica                                   | Bruxelas                                                                                  |
| Belize                                    | Belmopã                                                                                   |
| Benim                                     | Porto Novo (oficial) Cotonu (sede de governo)                                             |
| Bermudas                                  | Hamilton                                                                                  |
| Bielorrússia                              | Minsque                                                                                   |
| Bolívia                                   | Sucre (oficial) La Paz (sede de governo)                                                  |
| Bósnia e Herzegovina                      | Saraievo                                                                                  |
| Botsuana                                  | Gaborone                                                                                  |
| Brasil                                    | Brasília                                                                                  |
| Brunei                                    | Bandar Seri Begauã                                                                        |
| Bulgária                                  | Sófia                                                                                     |
| Burquina Fasso                            | Uagadugu                                                                                  |
| Burúndi                                   | Guitega                                                                                   |
| Butão                                     | Timbu                                                                                     |
| Cabo Verde                                | Praia                                                                                     |
| Caimão, Ilhas                             | George Town                                                                               |
| Camarões                                  | Iaundé                                                                                    |
| Camboja                                   | Pnom Pene                                                                                 |
| Canadá                                    | Otava                                                                                     |
| Catar                                     | Doa                                                                                       |
| Cazaquistão                               | Astana                                                                                    |
| Centro-Africana, República                | Bangui                                                                                    |
| Chade                                     | Jamena                                                                                    |
| Chéquia                                   | Praga Brno (judicial)                                                                     |
| Chile                                     | Santiago (oficial) Valparaíso (legislativa)                                               |
| China (Taiuã), República da               | Taipé (de facto) Nanquim (reivindicada; ocupada pela República Popular da China)          |
| China, República Popular da               | Pequim                                                                                    |
| Chipre                                    | Nicósia                                                                                   |
| Chipre do Norte                           | Nicósia                                                                                   |
| Cocos (Keeling), Ilhas                    | Ilha Ocidental                                                                            |
| Colômbia                                  | Bogotá                                                                                    |
| Comores                                   | Moroni                                                                                    |
| Congo, República Democrática do           | Quinxassa                                                                                 |
| Congo, República do                       | Brazavile                                                                                 |
| Cook, Ilhas                               | Avarua                                                                                    |
| Coreia do Norte                           | Pionguiangue                                                                              |
| Coreia do Sul                             | Seul                                                                                      |
| Cosovo                                    | Pristina                                                                                  |
| Costa do Marfim                           | Iamussucro (oficial) Abijão (sede de governo)                                             |
| Costa Rica                                | São José                                                                                  |
| Croácia                                   | Zagrebe                                                                                   |
| Cuaite                                    | Cidade do Cuaite                                                                          |
| Cuba                                      | Havana                                                                                    |
| Curaçau                                   | Willemstad                                                                                |
| Dinamarca                                 | Copenhaga                                                                                 |
| Djibouti                                  | Djibouti                                                                                  |
| Dominica                                  | Roseau                                                                                    |
| Dominicana, República                     | São Domingos                                                                              |
| República Popular de Donetsk              | Donetsk                                                                                   |
| Egito                                     | Cairo                                                                                     |
| Emirados Árabes Unidos                    | Abu Dabi                                                                                  |
| Equador                                   | Quito                                                                                     |
| Eritreia                                  | Asmara                                                                                    |
| Eslováquia                                | Bratislava                                                                                |
| Eslovénia                                 | Liubliana                                                                                 |
| Espanha                                   | Madrid                                                                                    |
| Essuatíni                                 | Lobamba (real e legislativa) Mebabane (administrativa)                                    |
| Estados Unidos                            | Washington, D.C.                                                                          |
| Estónia                                   | Talim                                                                                     |
| Esvalbarda                                | Longyearbyen                                                                              |
| Etiópia                                   | Adis Abeba                                                                                |
| Féroe, Ilhas                              | Tórshavn                                                                                  |
| Fiji                                      | Suva                                                                                      |
| Filipinas                                 | Manila                                                                                    |
| Finlândia                                 | Helsínquia                                                                                |
| França                                    | Paris                                                                                     |
| Gabão                                     | Librevile                                                                                 |
| Gâmbia                                    | Banjul                                                                                    |
| Gana                                      | Acra                                                                                      |
| Geórgia                                   | Tiblíssi (oficial) Cutaissi (legislativa)                                                 |
| Geórgia do Sul e Sanduíche do Sul, Ilhas  | Ponto do Rei Eduardo                                                                      |
| Gibraltar                                 | Gibraltar                                                                                 |
| Granada                                   | São Jorge                                                                                 |
| Grécia                                    | Atenas                                                                                    |
| Gronelândia                               | Nuque                                                                                     |
| Guame                                     | Aganha                                                                                    |
| Guatemala                                 | Cidade da Guatemala                                                                       |
| Guernesei                                 | Porto de São Pedro                                                                        |
| Guiana                                    | Georgetown                                                                                |
| Guiné                                     | Conacri                                                                                   |
| Guiné-Bissau                              | Bissau                                                                                    |
| Guiné Equatorial                          | Malabo                                                                                    |
| Haiti                                     | Porto Príncipe                                                                            |
| Honduras                                  | Tegucigalpa (oficial) Comayagüela (cooficial)                                             |
| Honguecongue                              | Honguecongue                                                                              |
| Hungria                                   | Budapeste                                                                                 |
| Iémen                                     | Saná                                                                                      |
| Índia                                     | Nova Déli                                                                                 |
| Indonésia                                 | Jacarta                                                                                   |
| Irão                                      | Teerão                                                                                    |
| Iraque                                    | Bagdade                                                                                   |
| Irlanda                                   | Dublim                                                                                    |
| Islândia                                  | Reiquiavique                                                                              |
| Israel                                    | Jerusalém (não reconhecida internacionalmente)                                            |
| Itália                                    | Roma                                                                                      |
| Jamaica                                   | Kingston                                                                                  |
| Japão                                     | Tóquio                                                                                    |
| Jérsia                                    | Santo Helério                                                                             |
| Jordânia                                  | Amã                                                                                       |
| Laus                                      | Vienciana                                                                                 |
| Lesoto                                    | Maseru                                                                                    |
| Letónia                                   | Riga                                                                                      |
| Líbano                                    | Beirute                                                                                   |
| Libéria                                   | Monróvia                                                                                  |
| Líbia                                     | Trípoli                                                                                   |
| Listenstaine                              | Vaduz                                                                                     |
| Lituânia                                  | Vílnius                                                                                   |
| República Popular de Lugansk              | Lugansk                                                                                   |
| Luxemburgo                                | Luxemburgo                                                                                |
| Macau                                     | Macau                                                                                     |
| Macedônia do Norte                        | Escópia                                                                                   |
| Madagáscar                                | Antananarivo                                                                              |
| Malásia                                   | Cuala Lumpur (oficial) Putrajaia (sede de governo)                                        |
| Maláui                                    | Lilongué                                                                                  |
| Maldivas                                  | Malé                                                                                      |
| Mali                                      | Bamaco                                                                                    |
| Malta                                     | Valeta                                                                                    |
| Malvinas (Falkland), Ilhas                | Stanley                                                                                   |
| Man, Ilha de                              | Douglas                                                                                   |
| Marshall, Ilhas                           | Majuro                                                                                    |
| Marianas Setentrionais, Ilhas             | Capitol Hill                                                                              |
| Marrocos                                  | Rabat                                                                                     |
| Ilhas Maurícias                           | Porto Luís                                                                                |
| Mauritânia                                | Nuaquexote                                                                                |
| México                                    | Cidade do México                                                                          |
| Mianmar                                   | Nepiedó                                                                                   |
| Micronésia, Estados Federados da          | Paliquir                                                                                  |
| Moçambique                                | Maputo                                                                                    |
| Moldávia                                  | Quixinau                                                                                  |
| Mónaco                                    | Mónaco                                                                                    |
| Mongólia                                  | Ulã Bator                                                                                 |
| Monserrate                                | Plymouth (oficial; abandonada) Brades (de facto)                                          |
| Montenegro                                | Podgoritza (oficial) Tsetinhe (presidencial)                                              |
| Namíbia                                   | Vinduque                                                                                  |
| Natal, Ilha do                            | Flying Fish Cove                                                                          |
| Nauru                                     | Iarém (não oficial; principal centro administrativo)                                      |
| Nepal                                     | Catmandu                                                                                  |
| Nicarágua                                 | Manágua                                                                                   |
| Níger                                     | Niamei                                                                                    |
| Nigéria                                   | Abuja                                                                                     |
| Niue                                      | Alofi                                                                                     |
| Norfolque, Ilha                           | Kingston                                                                                  |
| Noruega                                   | Oslo                                                                                      |
| Nova Caledónia                            | Numeá                                                                                     |
| Nova Zelândia                             | Wellington                                                                                |
| Omã                                       | Mascate                                                                                   |
| Ossétia do Sul                            | Cequinváli                                                                                |
| Países Baixos                             | Amesterdão (oficial) Haia (sede de governo)                                               |
| Palau                                     | Ngerulmud                                                                                 |
| Palestina                                 | Jerusalém Oriental (reivindicada) Gaza (Faixa de Gaza) Ramala (Cisjordânia)               |
| Panamá                                    | Cidade do Panamá                                                                          |
| Papua Nova Guiné                          | Porto Moresby                                                                             |
| Paquistão                                 | Islamabade                                                                                |
| Paraguai                                  | Assunção                                                                                  |
| Peru                                      | Lima                                                                                      |
| Pitcairn, Ilhas                           | Adamstown                                                                                 |
| Polinésia Francesa                        | Papeete                                                                                   |
| Polónia                                   | Varsóvia                                                                                  |
| Porto Rico                                | São João                                                                                  |
| Portugal                                  | Lisboa                                                                                    |
| Quénia                                    | Nairóbi                                                                                   |
| Quiribáti                                 | Taraua do Sul                                                                             |
| Quirguistão                               | Bisqueque                                                                                 |
| Reino Unido                               | Londres                                                                                   |
| Roménia                                   | Bucareste                                                                                 |
| Ruanda                                    | Quigali                                                                                   |
| Rússia                                    | Moscovo                                                                                   |
| Saariana Democrática, República Árabe     | El Aiune (reivindicada; ocupada por Marrocos) Tifariti (temporária)                       |
| Salomão, Ilhas                            | Honiara                                                                                   |
| Salvador                                  | São Salvador                                                                              |
| Samoa                                     | Apia                                                                                      |
| Samoa Americana                           | Pago Pago (oficial) Fagatogo (sede de governo)                                            |
| Santa Helena, Ascensão e Tristão da Cunha | Jamestown                                                                                 |
| Santa Lúcia                               | Castries                                                                                  |
| São Bartolomeu                            | Gustávia                                                                                  |
| São Cristóvão e Neves                     | Basseterre                                                                                |
| São Marinho                               | São Marinho                                                                               |
| São Martinho (França)                     | Marigot                                                                                   |
| São Martinho (Países Baixos)              | Philipsburg                                                                               |
| São Pedro e Miquelão                      | São Pedro                                                                                 |
| São Tomé e Príncipe                       | São Tomé                                                                                  |
| São Vicente e Granadinas                  | Kingstown                                                                                 |
| Seicheles                                 | Vitória                                                                                   |
| Senegal                                   | Dacar                                                                                     |
| Seri Lanca                                | Seri Jaiavardenapura-Cota                                                                 |
| Serra Leoa                                | Freetown                                                                                  |
| Sérvia                                    | Belgrado                                                                                  |
| Singapura                                 | Singapura                                                                                 |
| Síria                                     | Damasco                                                                                   |
| Somália                                   | Mogadíscio                                                                                |
| Somalilândia                              | Hargeisa                                                                                  |
| Sudão                                     | Cartum                                                                                    |
| Sudão do Sul                              | Juba                                                                                      |
| Suécia                                    | Estocolmo                                                                                 |
| Suíça                                     | Berna                                                                                     |
| Suriname                                  | Paramaribo                                                                                |
| Tailândia                                 | Banguecoque                                                                               |
| Tajiquistão                               | Duxambé                                                                                   |
| Tanzânia                                  | Dodoma (oficial) Dar es Salaam (administrativa)                                           |
| Terras Austrais e Antárticas Francesas    | Porto dos Franceses                                                                       |
| Timor-Leste                               | Díli                                                                                      |
| Togo                                      | Lomé                                                                                      |
| Tonga                                     | Nucualofa                                                                                 |
| Transdniéstria                            | Tiráspol                                                                                  |
| Trindade e Tobago                         | Porto de Espanha                                                                          |
| Tunísia                                   | Tunes                                                                                     |
| Turcas e Caicos, Ilhas                    | Cockburn Town                                                                             |
| Turcomenistão                             | Asgabade                                                                                  |
| Turquia                                   | Ancara                                                                                    |
| Tuvalu                                    | Funafuti                                                                                  |
| Ucrânia                                   | Kiev                                                                                      |
| Uganda                                    | Campala                                                                                   |
| Uruguai                                   | Montevideu                                                                                |
| Usbequistão                               | Tasquente                                                                                 |
| Vanuatu                                   | Porto Vila                                                                                |
| Vaticano, Cidade do                       | Cidade do Vaticano                                                                        |
| Venezuela                                 | Caracas                                                                                   |
| Vietname                                  | Hanói                                                                                     |
| Virgens Britânicas, Ilhas                 | Road Town                                                                                 |
| Virgens dos Estados Unidos, Ilhas         | Carlota Amália                                                                            |
| Wallis e Futuna                           | Mata Utu                                                                                  |
| Zâmbia                                    | Lusaca                                                                                    |
| Zimbábue                                  | Harare                                                                                    |